# 伍銓萃
伍銓萃（1865年—1934年），字榮建，又字选青，号叔葆，室名葆龕，广东新会人， 清末民初政治人物、学者、书法家，進士出身。

## 生平
光绪十八年（1892年）登壬辰科进士，同年五月，改翰林院庶吉士。光緒二十年（1894年）四月，散館，授翰林院編修。光绪二十七年（1901年）充广西副考官。后外官至湖北省郧阳府知府。他对医学很精通，在广东创办了广汉专门学校并任校长。他工书法，擅长行书。